# Alvin Plantinga
Alvin Carl Plantinga, ameriški analitični filozof, * 25. november 1932, Ann Arbor, Michigan, ZDA. Deluje predvsem na področjih filozofije, religije, epistemologije (zlasti pri vprašanjih, ki vključujejo epistemološko utemeljitev ) in logike. 

## Življenje
Alvin Plantinga se je rodil 15. novembra 1932 v Ann Arboru v Michiganu, očetu Corneliusu A. Plantingi in materi Lettie G. Bossenbroek. Njegov oče je doktoriral na Univerzi Duke iz filozofije ter magistriral iz psihologije. Z leti je učil več akademskih predmetov, na različnih visokih šolah. Leta 1949 je sprejel službo za poučevanje na fakulteti Calvin v Michiganu, zato se je na njegov poziv tja vpisal tudi Alvin . V prvem semestru se je prepisal na Harvard in tam preživel dva semestra. Med spomladanskim premorom je obiskal nekaj tečajev filozofije na Calvinu in bil tako navdušen nad profesorjem filozofije Williamom Harryjem Jellemom, da se je vrnil, da bi študiral filozofijo. Leta 1955 se je preselil na Univerzo Yale, kjer je tri leta kasneje doktoriral.
Svojo kariero je začel kot inštruktor na oddelku za filozofijo na Yalu leta 1957, nato pa je leto kasneje postal profesor filozofije na Univerzi Wayne State. Kasneje je na Calvinu sprejel učiteljsko službo, kjer je nadomestil upokojenega Jellemo. Tam je preživel naslednjih 19 let. Leta 1982 se je preselil na Univerzo Notre Dame ter se po osemindvajsetih letih upokojil z nje in se vrnil na Calvin. Izučil je številne ugledne filozofe, ki se ukvarjajo z metafiziko in epistemologijo.
Alvin Plantinga je poročen s Kathleen De Boer, s katero imata štiri otroke: Carla, Jane, Harryja in Ann. Oba njegova sinova sta profesorja na fakulteti Calvin, Harry pa je tudi direktor knjižnice Christian Classics Ethereal. Starejša hči, Jane, je pastorka v prezbiterijanski cerkvi Rainier Beach v Seattlu, njegova mlajša hči Ann pa je misijonarka.

## Filozofski pogledi
Plantinga trdi, da imajo nekateri ljudje lahko obstoj Boga za osnovno prepričanje in za to ne zahtevajo nobenih argumentov. Argument je razvil na dva različna načina: prvič v delu God and Other Minds (1967) tako, da je narisal ekvivalenco med teleološkim argumentom in zdravorazumskim stališčem, ki ga imajo ljudje drugih umov. Razvil je tudi celovitejši epistemološki prikaz narave naloga, ki omogoča obstoj Boga kot osnovnega verovanja.
Argumentiral je tudi, da ni nobene logične nedoslednosti med obstojem zla in obstojem vsemogočnega, vsevednega, popolnoma dobrega Boga.

### Problem zla
Plantinga je predlagal "obrambo svobodne volje" v zvezku, ki ga je leta 1965 uredil Max Black, v katerem poskuša ovreči logični problem zla; argument, da je obstoj zla logično nezdružljiv z obstojem vsemogočnega, popolnoma dobrega Boga.
Argument Plantinge je: "Možno je, da Bog, tudi če je vsemogočen, ne bi mogel ustvariti sveta s svobodnimi bitji, ki nikoli ne izberejo zla. Poleg tega je možno, da bi si Bog želel ustvariti svet, ki vsebuje zlo, če moralna dobrota zahteva svobodomiselna moralna bitja. " O argumentu so veliko razpravljali, saj je bila njegova ideja o svobodni volji zaradi nepovezanosti videna kot problematična.
Plantinga je dejal, da ko se k razpravi o Božji dobroti in Božji vsemogočnosti doda vprašanje celovitega nauka o svobodi, potem po uvedbi svobode v razpravo ni mogoče izključiti prisotnosti zla na svetu.

### Evolucijski argument proti naturalizmu
Čeprav Alvin Plantinga verjame, da bi Bog lahko uporabil darvinske procese za ustvarjanje sveta, odločno nasprotuje filozofskemu naturalizmu. V pogovoru o razmerju med znanostjo in religijo je dejal, da imata religija in znanost več skupnih temeljev.
V Plantinginem evolucijskem argumentu proti naturalizmu trdi, da če sta evolucija in naturalizem resnična, so se človekove kognitivne sposobnosti razvile, da bi ustvarile prepričanja, ki imajo vrednost preživetja, ne pa nujno za ustvarjanje prepričanj, ki so resnične. Ker so človekove kognitivne zmožnosti v modelu naturalizem-evolucija bolj naravnane na preživetje in ne na resnico, obstaja razlog, da dvomimo o resničnosti. Po drugi strani pa, če bi Bog ustvaril človeka "po svoji podobi" s pomočjo evolucijskega procesa, potem Plantinga trdi, da bi bile naše sposobnosti verjetno zanesljive. Argument ne predvideva nobene potrebne korelacije (ali ne korelacije) med resničnimi prepričanji in preživetjem. (Primer: morda je Paulu zelo všeč ideja, da bi ga pojedli, toda ko zagleda tigra, vedno zbeži v iskanju boljše perspektive, saj se mu zdi malo verjetnost, da ga bo pojedel tiger. Tako bodo njegovi deli telesa postavljeni na pravem mestu, kar zadeva preživetje, ne da bi pri tem večinoma vključevali resnično prepričanje ...) Če domnevamo nasprotno - da je v resnici sorazmerno močna povezava med resnico in preživetjem - če se bo človeški aparat za oblikovanje verovanja razvil, kar daje prednost preživetju, bi moral doseči resnico, saj resnična prepričanja prinašajo prednost preživetja.

### Reformirana epistemologija
Po reformirani epistemologiji je vera v Boga lahko racionalna in upravičena tudi brez argumentov ali dokazov za obstoj Boga. Plantinga razpravlja o svojem mnenju o reformirani epistemologiji in pravilnem funkcionalizmu v tridelnem zvezku. V prvi knjigi trilogije »Warrant: Aktualna razprava« Plantinga uvaja, analizira in kritizira dogajanje v analitični epistemologiji 20. stoletja. V drugi knjigi »Nalog in pravilno delovanje« predstavi pojem naloga kot alternativo opravičevanju in razpravlja o temah, kot so samospoznanje, spomini, zaznavanje in verjetnost. Tretji zvezek, z naslovom Warranted Christian Belief, pa je izšel leta 2000. V tem zvezku je Plantingova teorija o nalogah osnova za njegov teološki konec: zagotavljanje filozofske podlage za krščansko prepričanje, argument, zakaj lahko krščansko teistično prepričanje uživa utemeljitev.
Po Plantingi je prepričanje upravičeno, če:
(1) kognitivne sposobnosti, ki sodelujejo v proizvodnji, delujejo pravilno ...;
(2) je vaše kognitivno okolje dovolj podobno tistemu, za katerega so zasnovane vaše kognitivne sposobnosti
(3)… načrt, ki ureja izdelavo zadevnega prepričanja, kot namen ali funkcijo vključuje izdelavo resničnih prepričanj…; in
(4) načrt je dober: to pomeni, da obstaja velika statistična ali objektivna verjetnost, da je prepričanje, izdelano v skladu z ustreznim segmentom načrta v takšnem okolju, resnično.

### Modalni ontološki argument
Platinga je izrazil različico ontološkega argumenta, v kateri na bolj strog in formalen način razvije modalne ontološke argumente Normana Malcolma in Charlesa Hartshorna.
Kritiziral je njune trditve ter ponudil alternativo. Trdil je, da če Malcolm dokaže potreben obstoj največjega možnega bitja, sledi, da obstaja bitje, ki obstaja v vseh svetovih, katerega veličina v nekaterih svetovih ni presežena. To pa ne dokazuje da ima takšno bitje na tem svetu neprekosljivo veličino. V poskusu rešitve te težave je Plantinga ločil med "veličino" in "odličnostjo". Odličnost bitja v določenem svetu je odvisna samo od njegovih lastnosti v tem svetu; veličina (mogočnost) bitja pa je odvisna od njegovih lastnosti v vseh svetovih. Zato ima največjo veličino (mogočnost), če ima v vseh svetovih največjo odličnost. Plantinga je nato znova ponovil Malcolmov argument in uporabila koncept "največje veličine". Trdil je, da je možno, da obstaja bitje z največjo veličino, zato obstaja bitje z največjo veličino. Če pa je možno, potem tudi nujno obstaja. Če je temu tako, potem bitje z največjo mogočnostjo obstaja v vsakem svetu, torej v tem svetu.

### Dualizem
Plantinga navaja modalni argument za dualizem duha in telesa. Ta temelji na dveh trditvah in sicer: prvič, obstaja načelo neločljivosti identitet (skrajšano II), ki pravi, da če sta objekt X in objekt Y enaka, imata X in Y vse enake lastnosti (to se lahko zdi samoumevno, vendar se v njegovem argumentu kaže, da s tem načelom obstaja problem); drugič, obstaja sporna trditev, da je mogoče pri nekaterih scenarijih predvideti možnost le-tega.
1. Avtorji znanstvene fantastike si lahko zamislijo veliko nemogočega.
2. Bog ali bogovi in boginje mnogih religij so možni. Ali to pomeni, da so vse te religije, pretekle in sedanje, mogoče resnične?
Glede na te trditve Plantiga trdi: tako si lahko zamislimo scenarij, v katerem naši umi obstajajo neodvisno od naših teles. Po drugem načelu pa naj bi obstajal vsaj en svet, v katerem naši umi obstajajo, naša telesa pa ne. To pomeni, da imajo umi in telesa različne modalne lastnosti. Toda načelo II nam pravi, da če sta predmeta X in Y identična, si delita iste lastnosti. Ker imajo umi in telesa različne modalne lastnosti, izhaja, da umi niso enaki telesom.
Najpomembnejši odzivi na modalni argument sodijo v dve glavni kategoriji: najprej je bila podvomljena trditev, da umi lahko obstajajo neodvisno od teles, drugič pa so napadli trditev, da se načelo II uporablja za modalne lastnosti; opira se na načelo nujnosti identitete, ki je splošno, a ne splošno sprejeto.
1. Medtem ko Plantinga trdi, da je napisal knjigo z naslovom "Kjer resnično leži spor", je mogoče domnevati, da sploh ni avtor knjige.
2. Vendar ni mogoče, da Plantinga ni Plantinga.
3. Zatorej si Plantinga in avtor knjige ne delita vseh lastnosti, zato Plantinga knjige ni napisal.
Kot je razvidno zgoraj, se lahko izkaže, da so Plantingovi argumenti absurdni.

## Nagrade in priznanja
Leta 2012 so oddelek za filozofijo, oddelek za zgodovino in filozofijo znanosti Univerze v Pittsburghu ter Center za zgodovino in filozofijo znanosti Plantingi podelili nagrado Nicholasa Rescherja za sistematično filozofijo , ki jo je prejel z govorom z naslovom dr. "Religija in znanost: kjer konflikt resnično leži".
Leta 2017 je Center za krščansko filozofijo univerze Baylor uvedel nagrado Alvina Plantinge za odličnost krščanske filozofije. Nagrajenci predavajo na Univerzi Baylor in njihovo ime je postavljeno na ploščo s sliko Plantinge v Inštitutu za študije religije. Imenovan je bil tudi za prvega kolega centra.
Za leto 2017 je prejel nagrado Templeton.

## Dela
God and Other Minds. 1967
The Nature of Necessity. 1974
God, Freedom, and Evil. 1974
Does God Have A Nature?. 1980
Faith and Rationality: Reason and Belief in God. 1983
Warrant: The Current Debate. 1993
Warrant and Proper Function. 1993
Warranted Christian Belief.. 2000
Essays in the Metaphysics of Modality. 2003
Knowledge of God. 2008
Science and Religion. 2010
Where the Conflict Really Lies: Science, Religion, and Naturalism. 2011
Knowledge and Christian Belief. 2015